# Xã Sherman, Quận Antelope, Nebraska
Xã Sherman (tiếng Anh: Sherman Township) là một xã thuộc quận Antelope, tiểu bang Nebraska, Hoa Kỳ. Năm 2010, dân số của xã này là 103 người.